# Sahalahti
Sahalahti (föråldrat svenskt namn: Sahalax) var en kommun i landskapet Birkaland i Finland. Kommunen hade 2 275 invånare (2004), på en yta av 171,96 km².
Den 1 januari 2005 slogs Sahalahti samman med Kangasala kommun.
Sahalahti var enspråkigt finskt.